# فيسنتي بورغ
فيسنتي بورغ (بالإسبانية: Vicente Borge)‏ هو مدرب كرة قدم ولاعب كرة قدم إسباني، ولد في 23 أكتوبر 1968 في مييريس في إسبانيا. لعب مع راسينغ فيرول وريال أوفييدو وريال بورغوس وكولتورال ليونيسا ونادي إيركوليس ونادي ساباديل ونادي قادش ونادي لوغو ونادي نوفيلدا.

## وصلات خارجية
- فيسنتي بورغ على موقع قاعدة بيانات كرة القدم.إي يو (الإنجليزية)